# Wladimir Pawlowitsch Perlin
Wladimir Pawlowitsch Perlin (russisch Владимир Павлович Перлин, wiss. Transliteration Vladimir Pavlovič Perlin; * 1. März 1942 in Frunse, KiSSR) ist ein belarussisch-sowjetischer Cellist, Dirigent und Pädagoge.

## Leben
Wladimir Perlin wurde 1942 in der Stadt Frunse geboren und ist 1949 mit seiner Familie nach dem Zweiten Weltkrieg nach Minsk zurückgezogen. Sein Interesse am Cello erbte er von seinem Großvater, der ein Schüler von Verzhbilovich und einer der Gründer aller Musikschulen und -akademien in Minsk war und 1941 im Ghetto von Minsk ermordet wurde.
1965 hat Perlin sein Studium an der Belarussischen Staatlichen Musikakademie bei Professor Alexander Stogorsky absolviert, dem Bruder des weltbekannten Cellisten Gregor Piatigorsky. In demselben Jahr, in dem er sein Studium abschloss, gewann er den  Nationalwettbewerb und spielte jahrelang als Konzertmeister des Radio- und Fernsehorchesters von Belarus.
Seit 1971 erzieht er junge Musiker im Gymnasium-College und unterrichtet seit 1984 auch als Professor für Cello in der Belarussischen Staatlichen Musikakademie. Viele heute international berühmte Cellisten sowie Preisträger renommierter internationaler Wettbewerbe wurden von ihm ausgebildet. Seine Meisterkurse finden in Belgien, den Niederlanden, Deutschland, Frankreich, USA und Russland statt. 2018 wurde er an die „Musica Mundi School“ eingeladen, um dort als Cellopädagoge in Waterloo zu unterrichten.
Für seinen bedeutenden Beitrag zur Musikausbildung wurde Wladimir Perlin zum „Officier“ de l’Ordre des Palmes Académiques de la République Française ernannt. Er war der erste Belarusse, der diesen Titel erhaltet hat.
Neben seiner Lehrtätigkeit stellt er seit 1988 jährlich ein Streichorchester aus den älteren, 13- bis 18-jährigen Schülern zusammen. Das Orchester besticht durch seine außerordentliche technische und musikalische Leistungsfähigkeit, die es in vielen Konzerten in Europa und als regelmäßiger Gast internationaler Festspiele bewiesen hat.

## Filme
Zwei Dokumentarfilme wurden über Vladimir Perlin und seine Schüler gemacht, die in verschiedenen Ländern ausgestrahlt wurden:
- „Jeder Ton hat sein Echo auf der Erde...“ von Mikhail Zhdanovsky (Belarussisches Video Center, 1995)
- „Une autre vie“ von Dominique Pernoo (Frankreich, 1999)[5]

## Ehrungen und Auszeichnungen
- 1992: Verdienter Künstler von Belarus
- 2003: Officier dans l’Ordre des Palmes Académiques
- 2012: Francysk Skaryna-Orden
- 2013: Commandeur de l’Ordre des Arts et des Lettres